# Araneus ishisawai
Araneus ishisawai este o specie de păianjeni din genul Araneus, familia Araneidae, descrisă de Kishida în anul 1920. Conform Catalogue of Life specia Araneus ishisawai nu are subspecii cunoscute.